# Hortus Palatinus

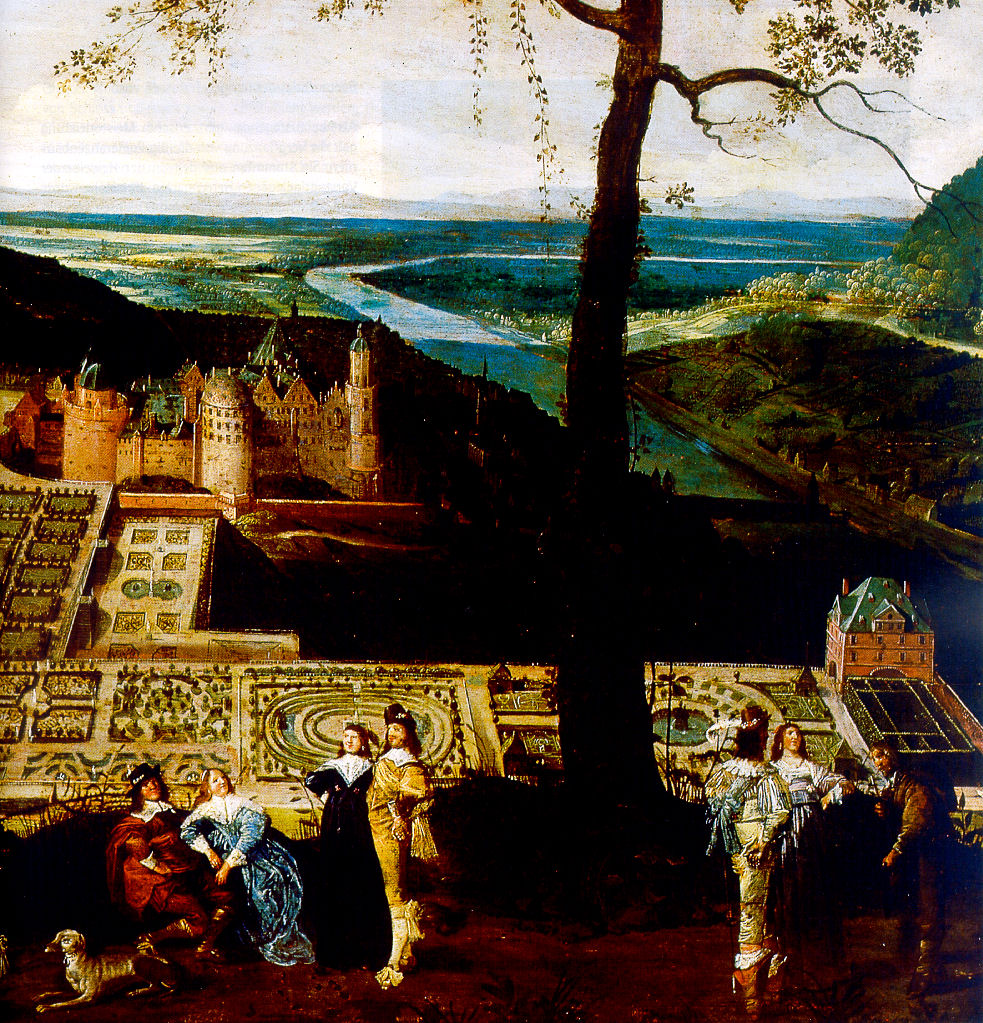
Una veduta dipinta da Theodor Verhas del Castello di Heidelberg e dei giardini del palatinato

L'Hortus Palatinus è il parco che circonda il Castello di Heidelberg; viene chiamato anche Giardini del Palatinato. Fu il primo giardino rinascimentale realizzato in Germania e divenne il modello a cui si rifecero gli altri giardini residenziali tedeschi. All'epoca della sua realizzazione lo si riteneva uno dei giardini più famosi d'Europa.

## Storia

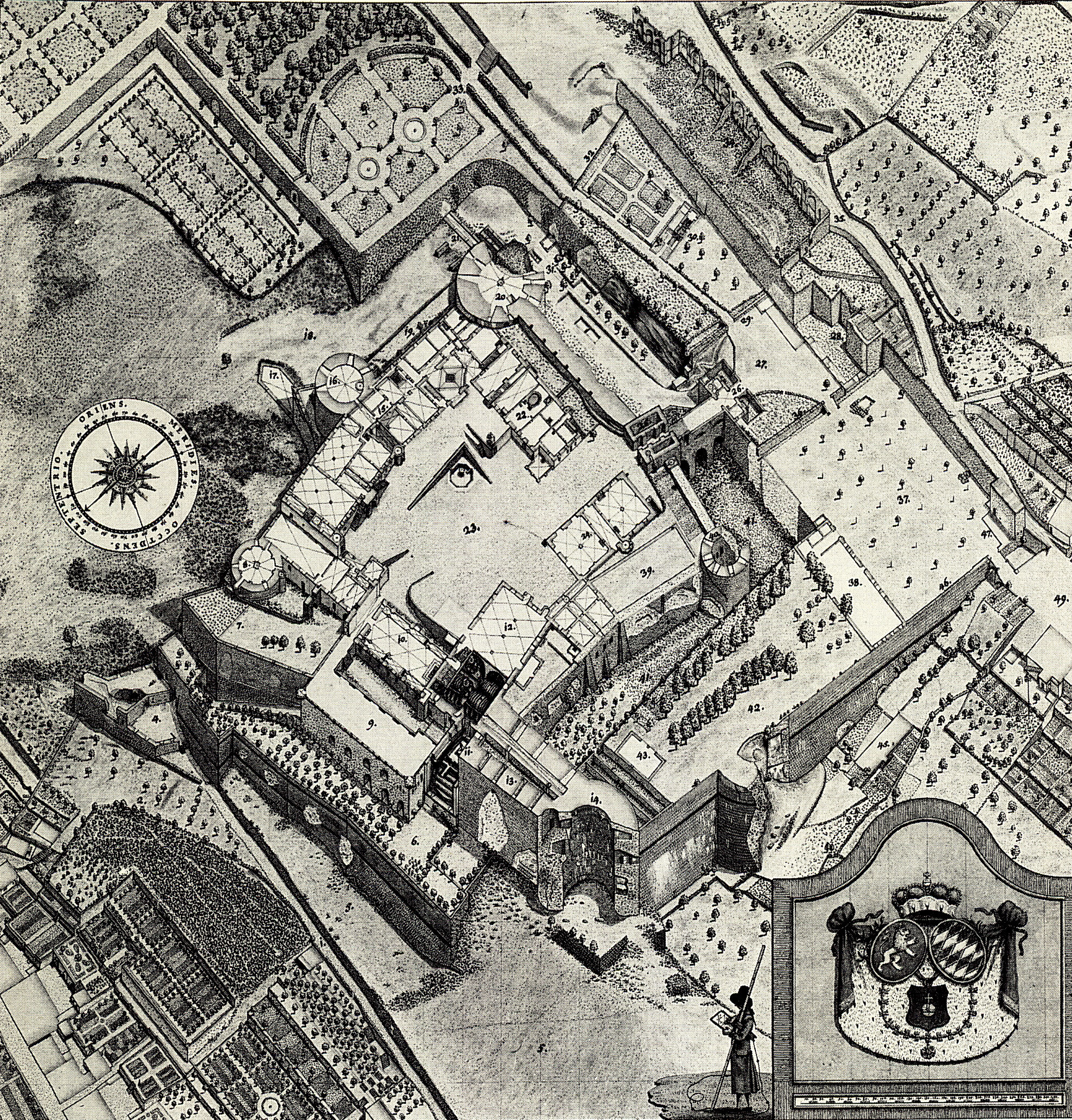
La pianta del Castello di Heidelberg, circondato dal giardino pensile

Nel 1616 il principe Federico V volle rinnovare il parco della sua residenza, fino ad allora in stile tardomedievale, secondo il nuovo gusto europeo, per questo chiese la progettazione e realizzazione dei giardini del castello di Heidelberg secondo uno stile più moderno, nonostante ciò alterasse la capacità difensiva del castello. Fece chiamare in Inghilterra un francese, l'ingegnere e architetto di giardini Salomon de Caus, che aveva fama di essere uno dei più grandi fisici del suo tempo.
De Caus progettò i giardini pensili del Palatinato dando loro una forma geometrica; inoltre, per garantire i giochi d'acqua delle fontane e delle cascatelle studiò un sistema basato su ingegnose pompe idrauliche, per le quali era necessaria una notevole riserva d'acqua; per questo, de Caus progettò la posizione dei giardini anche in funzione della posizione della fonte atta ad alimentarle.

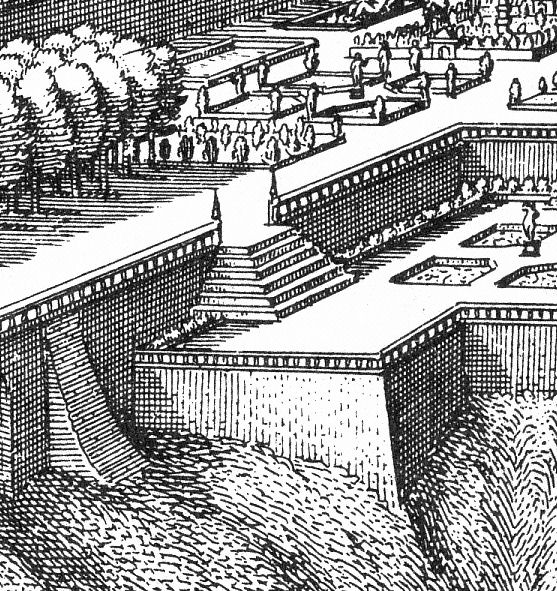
Una veduta del 1645, in un'incisione di Matthäus Merian

Dai contemporanei i Giardini del Palatinato furono salutati come l'«ottava meraviglia del mondo», ma la realizzazione non poté essere conclusa per via delle tensioni che negli anni seguenti avrebbero portato alla guerra dei trent'anni: il giardino e il castello furono seriamente danneggiati durante il conflitto. Infine, quando Federico V fu scelto dal Re di Boemia spostò la propria residenza a Praga, l'opera di de Caus non fu più essenziale per il principe sicché i lavori per l'ambizioso Hortus Palatinus si interruppero del tutto.
Solo grazie ai progetti e ai disegni di Salomon de Caus possiamo ricostruire come avrebbero dovuto svilupparsi le terrazze. L'architetto descrisse il giardino in un libro omonimo riccamente illustrato: l'Hortus Palatinus. La prefazione del libro è datata 20 dicembre 1619 ed è scritta in francese, poiché sembra che de Caus non arrivò mai a padroneggiare veramente la lingua tedesca. Secondo alcune fonti, le idee per le fontane e le grottesche risalirebbero a qualche anno prima, e sarebbero ravvisabili in un libretto dedicato a Elisabetta, del 1615, per la prima commemorazione della morte del fratello.
Lo sviluppo e la forma che dovevano assumere i giardini sono ravvisabili anche nelle incisioni di Matthäus Merian, in seguito riprese dal pittore fiammingo Jakob Facquier che raffigurava lo stato dei giardini nel 1620.

## I giardini pensili dell'Hortus Palatinus

### La prima terrazza (Terrazza Bassa, o Terrazza delle Conifere)

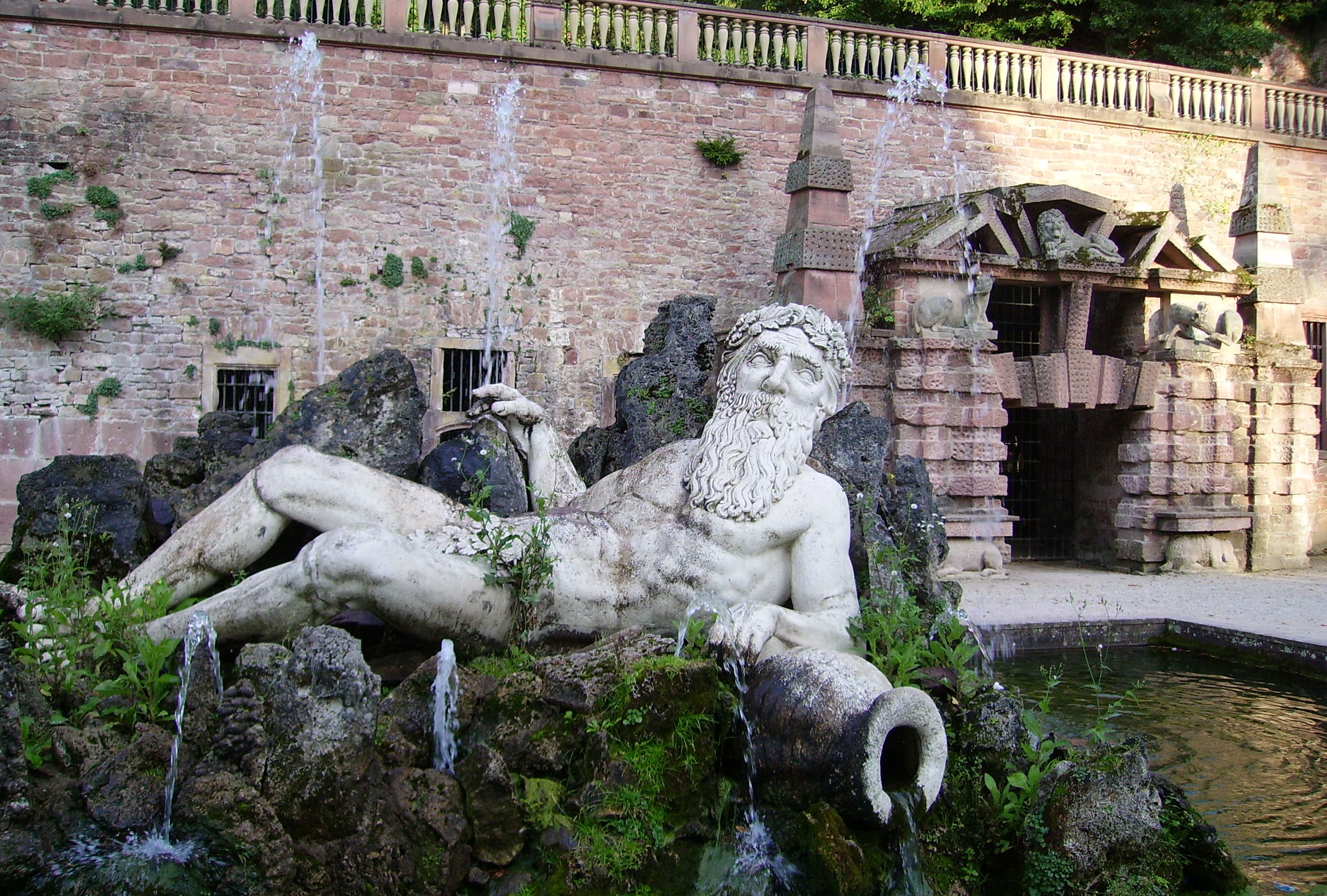
Il Dio del Fiume Meno nella fontana della Terrazza delle Conifere

Si trova sei metri al di sotto della terrazza principale. La terrazza più bassa è decorata con una fontana a forma di corpo di violino, ai cui lati stanno le figure del Dio Fiume Neckar e del Dio Fiume Meno.
Su questa terrazza, così chiamata per la prevalenza arborea delle conifere, si possono ammirare due alberi notevoli:
- Un abete di Cefalonia (Abies cephalonica): questo abete raggiunge anche i 40 m di altezza e un metro di diametro.
- Un cipresso (Chamaecyparis pisifera): questo albero mostra un Schleppenbildung, bei der sich die unteren Zweige zur Erde senken und eigene Wurzeln entwickeln.

Dal 1832 si occupava di loro una cattedra di Botanica Forestale presso l'Università Tecnica di Karlsruhe. Nel corso degli anni l'interesse per la ricerca si affievolì e si imposero le conifere sulle latifoglie, cambiando notevolmente l'aspetto del parco.

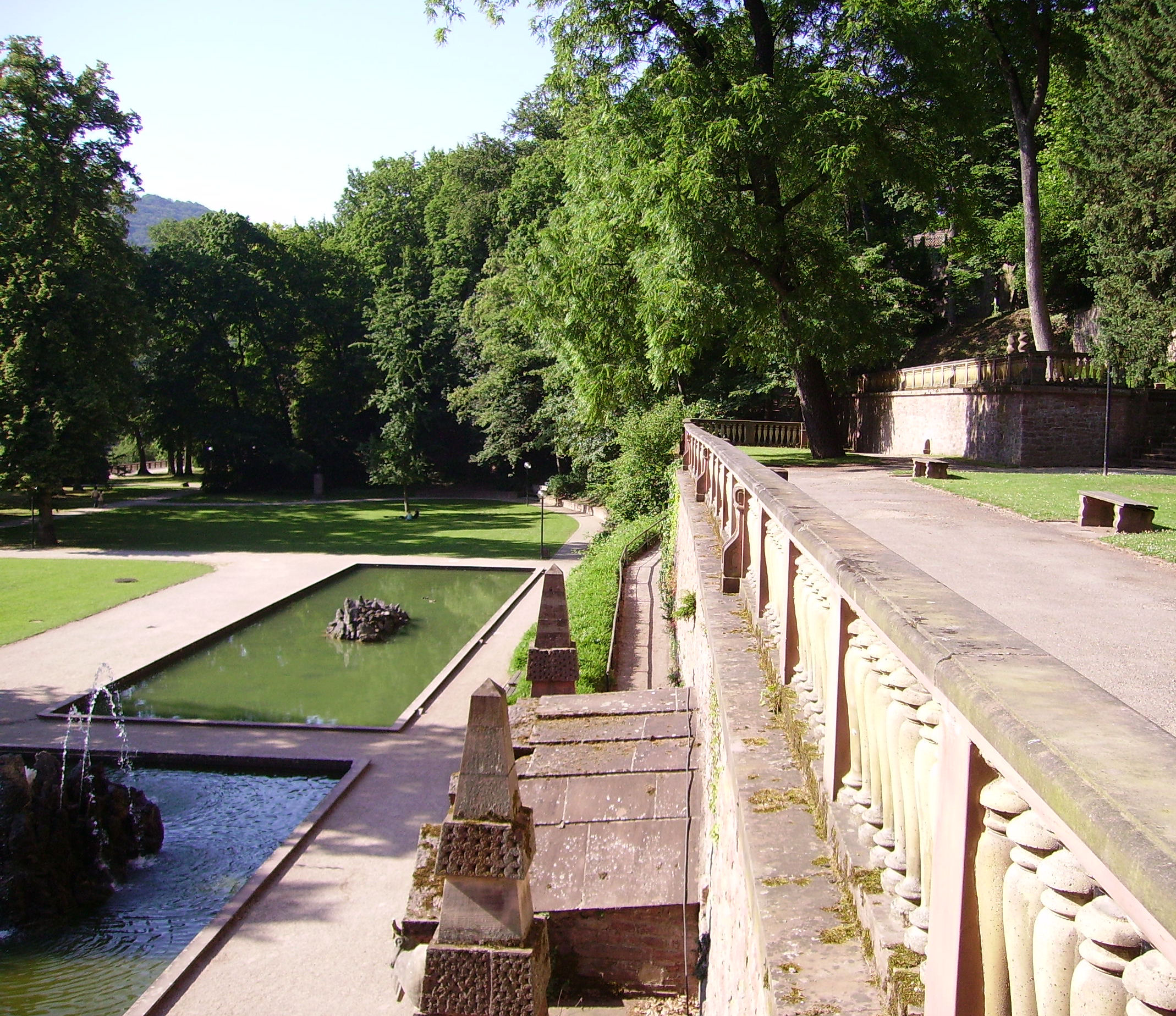
I terrazzamenti nell'Hortus Palatinus

### La seconda terrazza (Terrazza Grande, o Terrazza principale)
La percezione degli spazi della terrazza principale era influenzata dalle geometrie disegnate dalle siepi più che dalle aiuole. Al centro si trova una fontana. Tale fontana è riccamente decorata con bordure di piante aromatiche, tra cui il timo, la lavanda, il rosmarino e la salvia. Le lacune sono state colmate con ghiaie colorate, frammenti di vetro e pietrisco.
Tra gli alberi esotici sono presenti: la Pterocarya fraxinifolia; l'Acero americano (Acer negundo), un albero a crescita rapida che ha spesso tronchi multipli; il Ginkgo biloba, albero importato per la prima volta in Europa nel 1730; il sorbo di montagna (Sorbus aria), che proviene dalle foreste di montagna del sud dell'Europa ed è spesso usato come pianta ornamentale o lungo i viali.
Tra le attrazioni della terrazza vi sono una grotta, l'aranciaia, la serra, ecc.